# Eduardo Amorós
 (octobre 2024).
Pour les articles homonymes, voir Amorós.
Eduardo Amorós Lluch (né le 25 avril 1943 à Valence, mort le 11 janvier 2023 dans la même ville) est un cavalier espagnol de saut d'obstacles.

## Carrière
Il remporte le Grand Prix du Concours International de saut d'obstacles de Madrid en 1967 et 1968 et celui de Gijón en 1967.
Entre 1964 et 1979, Eduardo Amorós participe à 22 éditions de la Coupe des Nations pour l'équipe d'Espagne et fait partie de l'équipe qui remporte la compétition de 1966 à Rotterdam.
Aux Championnats d'Espagne, Amorós termine à la quatrième place en 1968 et remporte le bronze en 1976 avec Limited Edition.
Eduardo Amorós participe aux Jeux olympiques d'été de 1976 à Montréal. Il termine dixième de la compétition individuelle et à la sixième place avec l'Espagne avec José María Rosillo, Alfonso Segovia et Luis Antonio Álvarez dans l'épreuve par équipes.